# L'isola (film 1973)
L'isola (in russo  Остров ?, Ostrov) è un cortometraggio d'animazione sovietico del 1973 diretto da Fëdor Chitruk, realizzato presso lo studio Sojuzmul'tfil'm.

## Trama
Un naufrago su una piccola isola attende di essere salvato. Agenti dell'Interpol, taglialegna, giornalisti, turisti e molti altri raggiungono l'isola, ma nessuno sembra interessato a prestargli soccorso. Soltanto un altro naufrago, condividendo con lui il tronco al quale è aggrappato, gli dimostra solidarietà.

## Distribuzione

### Italia
Il cortometraggio è stato proiettato fuori concorso all'edizione del 1992 del Giffoni Film Festival. È stato inserito, in versione in lingua originale sottotitolata, nel DVD I maestri dell'animazione russa - volume 3, edito nel 2005 dalla Terminal Video in collaborazione con il Chiavari Animation Festival.

## Riconoscimenti
- 1974 - Festival di Cannes
  - Palma d'oro come miglior cortometraggio